# 利亚 (雕塑)
《利亚》是意大利文艺复兴时期雕塑家米开朗基罗的一尊大理石雕塑，刻画了旧约人物利亚，位于罗马圣伯多禄锁链堂内的教宗儒略二世墓 ，创作于1542-1545年，高209厘米。